# Notre-Dame-de-la-Rouvière
Notre-Dame-de-la-Rouvière is een plaats en voormalige gemeente in het Franse departement Gard (regio Occitanie) en telt 354 inwoners (1999). De plaats maakt deel uit van het arrondissement Le Vigan. Notre-Dame-de-la-Rouvière is op 1 januari 2019 gefuseerd met de gemeente Valleraugue tot de gemeente Val-d'Aigoual. 

## Geografie
De oppervlakte van Notre-Dame-de-la-Rouvière bedraagt 16,1 km², de bevolkingsdichtheid is 22,0 inwoners per km².
De onderstaande kaart toont de ligging van Notre-Dame-de-la-Rouvière met de belangrijkste infrastructuur en aangrenzende gemeenten.

## Demografie
Onderstaande figuur toont het verloop van het inwonertal (bron: INSEE-tellingen).